# Веленские мазуры
Ве́ленские мазу́ры (пол. mazurzy wieleńscy) — cубэтническая группа поляков, населяющая небольшую область в Нотецкой пуще на территории Великопольского воеводства (в окрестностях Велени, Кшижа-Велькопольского и Вронок). Входит в состав великополян. Выделяется среди общепольского этнического массива прежде всего по диалектным особенностям, давшим этой субэтнической группе название — «мазуры». Не связаны с мазурами Мазовии.

## Область расселения

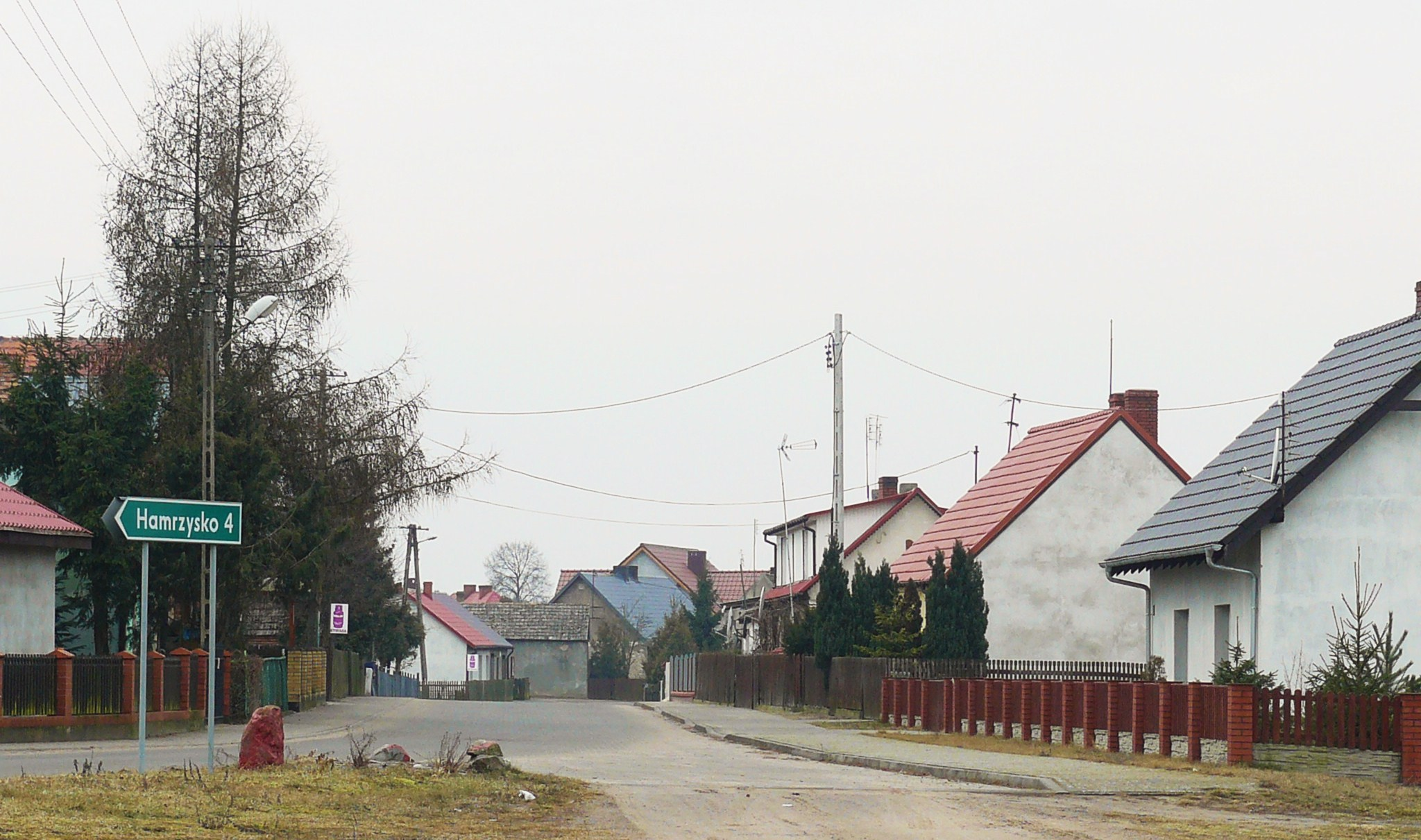
Бяла (Чарнковско-Тшчанецкий повят) — одно из сёл веленских мазуров

Веленские мазуры живут в нескольких сёлах, расположенных в северных районах Нотецкой пущи на территории Чарнковско-Тшчанецкого и Шамотульского повятов Великопольского воеводства. Данные сёла находятся в окрестностях городов Велени и Кшижа-Велькопольского — на левом берегу реки Нотець и в окрестностях города Вронки — на правом берегу реки Варты.
К веленским сёлам относятся сёла гмины Дравско: Хелст, Дравско, Каменник, Марылин, Нове Квейче, Пенцково, Пилка и сёла гмины Велень: Бяла, Менжик, Мялы, Вшешчина, Роско и другие.

## Происхождение
Как особую субэтническую группу веленских мазуров характеризовали в прошлом и отчасти характеризуют в настоящее время ярко выраженные диалектные отличия, культурно-бытовые особенности, единое самоназвание и осознание своей обособленности среди других групп поляков. Последняя характеристика выражается, в частности, в существовании среди веленских мазуров предания об их общем происхождении и истории. Согласно традиционным представлениям, веленские мазуры были переселены в северные районы Великопольши для освоения незаселённых лесных территорий во второй половине XVII века из Мазовья наследником «великопольского государства» Петром Сапегой. Возникновение мазурского субэтноса в результате такого переселения объясняет наличие сходных диалектных черт, прежде всего, наличие мазурения у веленских мазуров и у жителей Мазовья. Между тем в диалектных, исторических и этнографических исследованиях мазовецкое происхождение веленских мазуров не подтверждается. Вероятнее всего, субэтнос веленских мазуров сформировался в результате поздней внутренней колонизации Великопольши.

## Говор
Наиболее яркой чертой, выделяющей веленских мазуров как особую субэтническую группу и давшей им название, является наличие в их говоре мазурения. Данное диалектное явление, характерное в прошлом для обширных районов Мазовии и Малопольши, выражается в смешении в одном ряду согласных s, z, c, ʒ двух рядов — свистящих s, z, c, ʒ и шипящих š, ž, č, ǯ (произношение szkoła как skoła «школа», życie как zycie «жизнь» и т. п.). Для основного массива носителей говоров великопольского диалекта и для носителей литературного польского языка данная черта является чуждой. Более того, мазурение имеет эмоционально-отрицательную окраску в языковом сознании большинства поляков.
Помимо селений веленских мазуров смешение свистящих и шипящих согласных на западной части территории Великопольши встречается в сёлах Старе Крамско и Нове Крамско (под Бабимостом), а также в селе Хвалим и в селениях под Равичем. Не все современные диалектологи связывают наличие мазурения в говорах данных регионов с миграциями населения из Мазовья. В частности, в говорах веленских мазуров и в говорах сёл Старе и Нове Крамско предполагается сохранение мазурения как серболужицкого субстрата.
В настоящее время мазурение в речи веленских мазуров почти не встречается.